# Dea Matrona

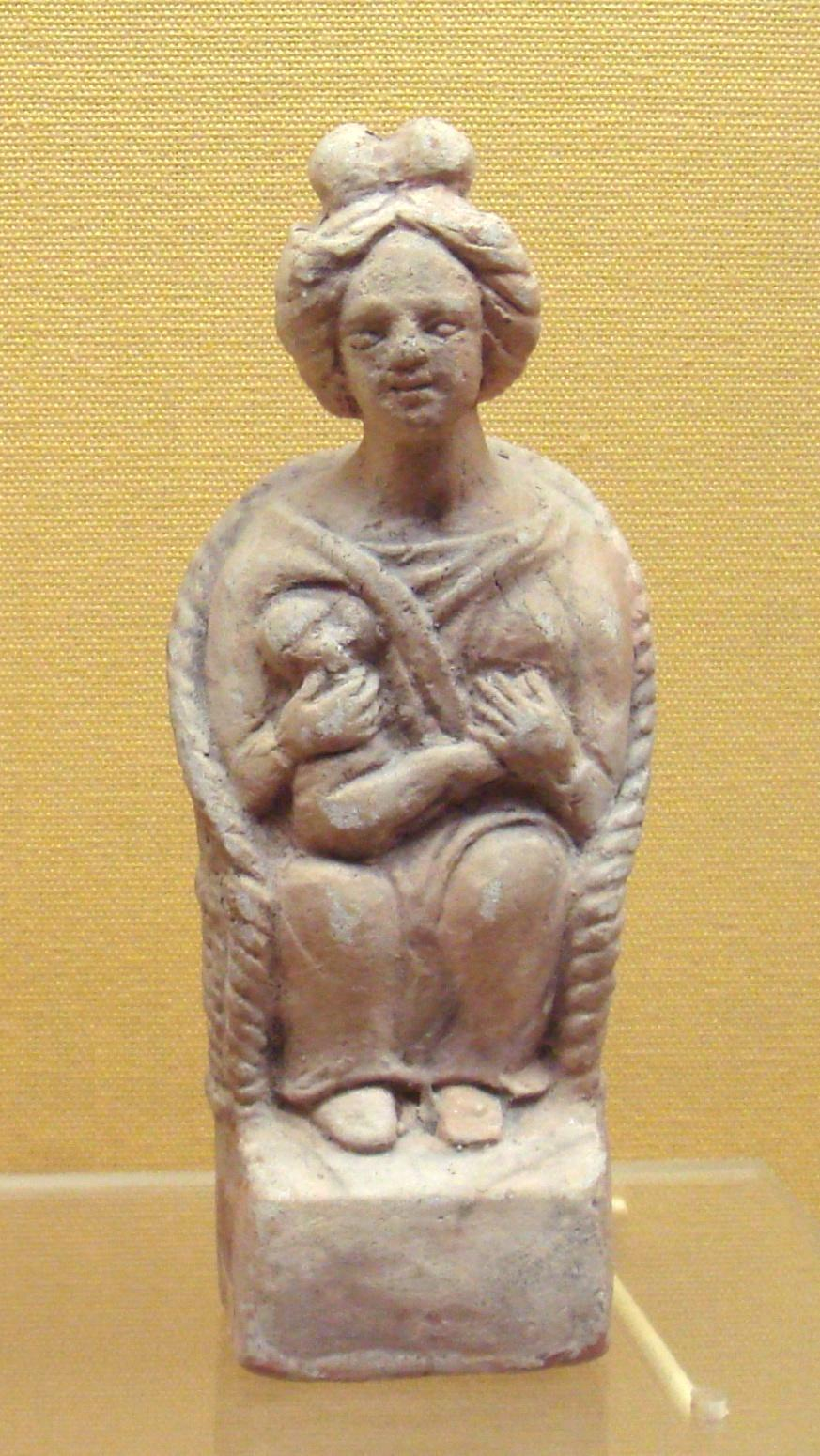
Matrona

Matrona var floden Marnes gudinna i keltisk mytologi. Hon dyrkades främst i Gallien. 
Mātr-on-ā är keltiska och kan översättas till "stor moder". Matrona kan möjligen ha varit mor till Maponos, ungdomens gud.